# 422

## Рођења
- Крај римско-сасанидског рата: цар Теодосије II потписује 100-годишњи мировни уговор са Персијом након 2 године рата. Он пристаје на статус кво анте белум („стање у којем су ствари биле пре рата“), а обе стране гарантују слободу вероисповести на својим територијама.
- 3. март – Теодосије II издаје закон о формирању одредби у мирнодопско време. Он даје упутства земљопоседницима који изнајмљују куле у Теодосијевим зидинама да помогну у изградњи робе за хитне случајеве. Теодосије плаћа годишњи данак од 350 фунти злата Хунима да би купио мир.
- Теодосије II добија статуу у Хебдомону, војном парадном полигону на обали Пропонтиде, недалеко од Цариграда. На његовој основи (фрагменти се сада налазе у Истанбулском археолошком музеју), натпис га велича као „свуда и заувек победник“.
- Зидови римског Флавијевог амфитеатра (Колосеума) пуцају током земљотреса.
- Вандалски рат: Римски главнокомандујући Кастин предводи римску војску која бива поражена од војске Вандала код Баетице.
- Римска војска упада у Галију; хватају и погубљују франачког краља Теудемара са породицом.
- Шао Ди, 16 година, најстарији син Ву Дија, наследио је свог оца на месту цара из династије Лиу Сонг (Кина).
- Петрус, епископ Илирије, почиње изградњу цркве Санта Сабина.
- 4. септембар – Папа Бонифације I умире након 4-годишњег епископства које је прекинуто на 15 недеља, од стране фракције антипапе Еулалија. Наследио га је папа Целестин I као 43. римски епископ.

- Википедија:Непознат датум — Лицинија Евдоксија - римска царица (†462.)